# Niels-Henning Ørsted Pedersen
Niels-Henning Ørsted Pedersen (født 27. maj 1946 i Osted, død 19. april 2005) var en dansk bassist, med jazzen som den foretrukne stil.
Født og opvokset i et grundtvigiansk højskolemiljø i Osted-området havde han et solidt fodfæste i den danske og nordiske kulturarv. Men han begyndte tidligt at spille jazz, og allerede i 1962 efterfulgte han Oscar Pettiford som fast bassist i Jazzhus Montmartre. Her spillede han i årenes løb sammen med et væld af amerikanske jazzmusikere og tilegnede sig på den måde fortrolighed med de mange amerikanske sange, der udgjorde deres repertoire. Helt fra starten af sin karriere og til sin død medvirkede han på masser af danske jazz-albums.
Fra 1973-86 var han medlem af Oscar Petersons trio, og derefter skiftede han meget mellem at være sin egen herre, samarbejde på lige fod med andre og deltage i projekter ledet af andre.
Sammen med vennen og pianisten Ole Koch Hansen turnerede han en overgang med et tema: Danske toner, hvor netop danske sange som: I skovens dybe stille ro m.fl. indgik som en vigtig bestanddel.
Niels-Henning, som han ofte omtales i Danmark, havde en formidabel teknik, som han ubetinget lod stå i musikkens tjeneste.
NHØP – som han også er kendt som – blev tre gange kåret som årets bassist af det internationale jazz-tidsskrift Down Beat. Han modtog også Nordisk Råds Musikpris i 1991.

## Diskografi i udvalg
Niels-Henning Ørsted Pedersen har blandt andet indspillet eller medvirket på følgende plader:
- Evergreens in Danish Design (1963, en ung NHØP sammen med Pedro Biker, Bent Axen, Allan Botschinsky, Sahib Shihab og Bjarne Rostvold)
- Duo (1973, sammen med Kenny Drew)
- Jaywalkin' (1975)
- Double Bass 1976 (sammen med Sam Jones)
- Pictures 1976 (sammen med Kenneth Knudsen)
- Live at Montmartre, vol. 1 og 2 (1977 sammen med Stan Getz)
- Chops (1978), sammen med Joe Pass
- Tânia Maria (1978)
- Tânia Maria & Niels-Henning Ørsted Pedersen (1979)
- Dancing on the Tables (1979, sammen med Dave Liebman, John Scofield og Billy Hart)
- Looking at Bird (1980, sammen med Archie Shepp)
- The Eternal Traveller (1984)
- Heart to Heart (1986, sammen med Palle Mikkelborg og Kenneth Knudsen (musiker))
- Play with Us (1987, sammen med Louis Hjulmand)
- Hommage/Once upon a Time (1990, sammen med Palle Mikkelborg)
- Uncharted Land (1992)
- Scandinavian Wood (1992, sammen med Ole Kock Hansen og DR RadioUnderholdningsOrkestret
- Ambiance (1993, med Danmarks Radios Big Band)
- Åh Abe (1993, spor 11: Pippi Langstrømpe)
- Trio 2 (1993, sammen med Philip Catherine og Billy Hart)
- To a Brother (1993)
- Sangen er et Eventyr (1993, sammen med bl.a. Thomas Eje, Niels Lan Doky og Alex Riel – musik af Frederik Magle)
- Misty Dawn (1994, sammen med Niels Lan Doky og Alex Riel – titelmelodi til dansk dokumentar-serie; "Årstider i kongehuset")
- Pa-Papegøje! (1994, spor 19: Se dig for/På en grøn bakketop)
- Elegies, Mostly (1995, sammen med Dick Hyman)
- Those Who Were (1996)
- Friends Forever (1997)
- This Is All I Ask (1998)
- In the Name of Music(1998, sammen med Trio Rococo)
- The Duets (1999, sammen med Mulgrew Miller)
- Paradise (2003, med Malene Mortensen, Niels Lan Doky, Alex Riel m.fl.)
- Friends Forever (2005, mindeudgivelse, 2 CD)